# Pauline & Paulette
Pauline & Paulette é um filme de drama franco-batavo-belga de 2001 dirigido por Lieven Debrauwer. Foi selecionado como representante da Bélgica à edição do Oscar 2002, organizada pela Academia de Artes e Ciências Cinematográficas.

## Elenco
- Dora van der Groen - Pauline
- Ann Petersen - Paulette
- Rosemarie Bergmans - Cécile
- Julienne De Bruyn - Martha
- Idwig Stéphane - Albert
- Bouli Lanners - Taxista